# 阿知波悟美
阿知波 悟美（あちわ さとみ、本名：石原 悟美、1959年5月16日 - ）は、日本の女優。エンパシィ所属。身長165cm、血液型はO型。1児の母。北海道瀬棚郡今金町出身。日本工学院専門学校演劇科卒業。北海道二海郡八雲町在住。今金町ふるさと応援大使。

## 経歴・人物
実家は浄土真宗の寺院。子どもの時から本を読むのが好きで、高校卒業後、日本工学院専門学校演劇科へ進学。同学科修了後、賀原夏子が旗揚げした劇団NLTに入団。1986年、『レ・ミゼラブル』初演キャストとしてマダム・テナルディエ役に合格。同役を2011年まで務めた。
2010年、『キャンディード』で第18回読売演劇大賞優秀女優賞を受賞。2023年、第58回紀伊國屋演劇賞 個人賞を受賞した。
仕事のたびに東京と北海道を往復する生活を送っている。
芸名を「阿波路（あわじ）悟美」と間違えられたことがある。

## おもな出演

### テレビドラマ

#### NHK
- 連続テレビ小説（総合）
  - ひらり（1992年 - 1993年） - 小川すみれ 役
  - ちゅらさん（2001年）
  - 純情きらり（2006年） - 吉村タミ 役
- 大河ドラマ（総合）
  - 元禄繚乱（1999年） - 越路 役
  - 江〜姫たちの戦国〜（2011年） - とも 役
  - 軍師官兵衛（2014年） - お福 役
- 企業病棟（1994年、総合） - 秋元ミキ 役
- 新・半七捕物帳（1997年、総合） - お鹿 役
- 女たちの聖戦（1997年、総合） - みどり 役
- ズッコケ三人組（1999年、教育） - 荒井直子 役
- 蜜蜂の休暇（2001年、総合） - 白衣の女
- 夏の日の恋〜Summer Time〜（2002年、総合）
- 七瀬ふたたび（2008年、総合）
- 君たちに明日はない（2010年、総合・BShi） - 毛塚早苗 役
- 蝶々さん（2011年、総合） - トメ 役
- ツバキ文具店（2017年、総合） - 笹原知里 役
- 螢草 菜々の剣（2019年、BSP・BS4K・総合） - 滝 役
- ディア・ペイジェント（2020年、総合・BS4K） - 長谷川聖子 役
- プリズム（2022年、総合） - 君島夫人 役

#### 日本テレビ系
- 火曜サスペンス劇場
  - 「九門法律相談所」（1995年 - 1999年）- 前園梅子 役
    - 第3作「失踪宣告」（1995年8月22日）
    - 第4作「目撃者」（1995年12月12日）
    - 第5作「飛べない小鳥たち」（1996年6月11日）
    - 第7作「自白」（1997年6月10日）
    - 第8作「二人の女」（1998年7月7日）
    - 第9作「沈黙の裁き」（1999年1月12日）
    - 第10作「大切な人」（1999年7月6日）
    - 第11作「出世払い裁判」（1999年11月30日）

  - 「刑事・鬼貫八郎 3 完全犯罪」（1994年7月26日）-土肥温泉「喜代治館」女将
  - 「警部補 佃次郎 5 あかね雲」（1998年4月21日、テレパック）- 鈴木キク子 役
- 星雲仮面マシンマン（1985年） - 美佐の母親（偽物） 役
- 金田一少年の事件簿（1995年） - 当麻恵 役
- 愛の流刑地（2007年） - 井波信子 役

#### TBS系
- 月曜ドラマスペシャル
  - 「観光バスが消えた… 鳥羽・伊勢志摩ツアーの罠」（1995年2月6日）
  - 「赤川次郎サスペンス 冠婚葬祭殺人事件（1997年8月25日）
- 月曜ミステリー劇場
  - 「上条麗子の事件推理」（2001年 - 2011年） - 風間文江 役
  - 「法廷荒らし 弁護士・猪狩文助」（2002年） - 諸沢麗子 役
  - 「ざこ検事 潮貞志の事件簿」（2002年 - 2004年） ‐ 大塚民子 役
- 月曜ゴールデン
  - 「女タクシードライバーの事件日誌6」（2012年） - 坂下静恵 役
  - 「赤かぶ検事奮戦記4」（2012年） - 植村民江 役
- 雨よりも優しく（1989年） - 庄司絵里 役
- 熱血!新入社員宣言（1991年） - 石黒さくら 役
- 結婚専科30（1992年）
- デパート!秋物語（1992年） - 麻生春子 役
- おとなの選択（1992年） - 島村絹子 役
- ダブル・キッチン（1993年） - 倉本綾子 役
- イエローカード（1993年）
- スチュワーデスの恋人（1994年）
- 適齢期（1994年） - 妹尾留美子 役
- 夏!デパート物語（1995年） - 麻生春子 役
- 再婚トランプ（1998年） - 渡辺佐知子 役
- 幽霊ママ（1998年、毎日放送） - 秀代
- 離婚計画〜いつか愛したあなたへ〜（2000年、毎日放送） - 啓子
- 雨に眠れ（2000年） - 伊藤査察官 役
- ヨイショの男（2002年）
- よい子の味方（2004年） - 金子笑子 役
- 3年B組金八先生（2004 - 2005年） - 狩野亜弥 役
- お・ばんざい!（2007年、毎日放送） - 飯田芳子 役
- シュラバッ!（2008年） - 今川初 役
- 水戸黄門（2008年）
- 月曜名作劇場
  - 「十津川警部シリーズ (内藤剛志)3」（2017年） - 多田野弥生 役

#### フジテレビ系
- 東映不思議コメディーシリーズ
  - じゃあまん探偵団 魔隣組 第4話「ジゴマの森の秘密」（1988年） -  古矢道子 役
  - 有言実行三姉妹シュシュトリアン（1993年）
- 奇妙な出来事（1989年）
- 裸の大将 第80話「清と三姉妹の宝探し」（1996年） - 大林良子 役
- 整形美人。（2001年）
- WATER BOYS2（2004年） - 山本千代 役
- えなりかずきの一休さん（2004年） ‐ 藤堂華子 役
- リーガル・ハイ（2012年） - 望月ミドリ 役
- 山田くんと7人の魔女（2013年） - 大塚美栄子 役
- 金曜エンタテイメント
  - 「昼下がり 社宅奥様探偵団1」（1998年） ‐ 谷田孝子 役
  - 「しあわせギフトお届け人」（2003 - 2004年） - 染谷こずえ 役
- 金曜プレステージ
  - 「女医・倉石祥子3」（2014年） - 村田晴美 役

#### テレビ朝日系
- 大戦隊ゴーグルファイブ　第5話「悪魔がひそむ昔話」（1982年）-遊園地内の公衆電話で電話している女
- 寝た子に乾杯!（1982年）
- メタルヒーローシリーズ
  - 宇宙刑事ギャバン 第20話「なぞ？の救急病院！人類の大滅亡が迫る」 (1982年)　- 和宏の母
  - 宇宙刑事シャイダー第26話「魔界ゾーン大当り」（1984年） - 石田明夫の妻
  - 時空戦士スピルバン 第12話「未来ハウスのかなしい子犬たち」（1986年） - 勝の母
- 先生はワガママ（1994年、朝日放送）
- 土曜ワイド劇場
  - 「温泉若おかみの殺人推理2」（1995年） - 上野秀子 役
  - 「法医学教室の事件ファイル」（1997年） - 源田佳乃 役
  - 「渡り番頭・鏡善太郎の推理1」（2000年） - 藤川千代子 役
  - 「100億の悪女ふたり」（2002年） - 与那嶺多恵 役
  - 「保険調査員ハナコ・時価一億円の女」（2006年） - 池浦和枝 役
  - 「おかしな刑事」（2013年） - 齋藤静子 役
  - 「狩矢父娘シリーズ」（2014年） - 倉橋法子 役
- 日曜プライム
  - 「深層捜査3」（2019年） ‐ 高野理恵 役
- 恋人をつくる100の方法（1995年、朝日放送）
- Missダイヤモンド（1995年）
- ベストフレンド（1999年） - 進藤光子 役
- 京都始末屋事件ファイル（1999年） - 米倉薫 役
- 松本清張 点と線（2007年） - 旅館「丸惣」の仲居
- Dr.伊良部一郎（2011年） - 稲田光代 役
- 二十四の瞳（2013年）
- 松本清張 黒い福音〜国際線スチュワーデス殺人事件〜（2014年） - 加藤妙子 役
- 警視庁捜査一課9係 第9シリーズ（2014年） - 横井珠子 役
- 相棒 Season13（2014年） - 大原美千代 役
- DOCTORS〜最強の名医〜 第3シリーズ（2015年） - 久保浩子 役
- 刑事7人（2015年） - 西岡民代 役
- 緊急取調室（2017年） - 磯部聡子 役

#### テレビ東京系
- 女と愛とミステリー
  - 「監察医・篠宮葉月 死体は語る」（2001 - 2007年） - 鍋島千代子 役
  - 「主婦探偵・河原綾子のぞき見事件簿」（2001年）
  - 「警視庁強行犯係・樋口顕1」（2003年） - 恩田民子 役
  - 「温泉仲居探偵の事件簿2」（2003年） - 村越こずえ 役
- 水曜ミステリー9
  - 「警察署長・たそがれ正治郎」（2005 - 2006年） - 夏目泉 役
  - 「湯けむりドクター華岡万里子の温泉事件簿」（2007年） - 瓜生可南子 役
  - 「神楽坂署生活安全課5」（2008年） - 三枝信子 役
  - 「内田康夫サスペンス」（2012 - 2013年） - 金井公江 役
  - 「邪魔〜主婦が堕ちた破滅の道」（2015年） - 吉田純子 役
- ぼくが医者をやめた理由（1990年）
- おじいさんの台所（1997年） - 石井茜 役
- ケータイ捜査官7（2008年）
- サギ師リリ子（2009年） - 珠室宋若 役
- 孤独のグルメ Season7第 6話 （2018年5月12日）- 女将 役

### 映画
- 継承盃（1992年）
- 毎日が夏休み（1994年） - 三塚夫人 役
- 白鳥麗子でございます!（1995年） - 叔母・梅子 役
- 静かな生活（1995年） - 黒川夫人 役
- スーパーの女（1996年） - お客さま
- 落下する夕方（1998年）
- 愛を乞うひと（1998年）
- プライド・運命の瞬間（1998年）
- ゴジラ2000 ミレニアム（1999年） - 居酒屋の女将 役[1]
- 銀のエンゼル（2004年） - 中川昭子 役
- 恋するトマト（2005年）
- 星の国から孫ふたり（2009年） - 八百屋のおばさん
- 探偵はBARにいる（2011年） - 田口康子 役
- カルテット！！（2012年）

### 舞台
- Confusions〜ばらばら〜（劇団NLT）
- 羨ましい女たち（1994年 劇団NLT）
- さあ どうする!?（2003年 劇団NLT）
- 幸せの背くらべ（2003年 PARCO劇場・劇団NLT提携公演）
- 日暮町風土記（2004年 劇団NLT - 永井愛・作）
- 佐賀のがばいばあちゃん（2007年 劇団NLT） - 主演
- マグノリアの花たち（2007年 劇団NLT）
- 殺人同盟（2008年 劇団NLT）
- 喜劇 二階の女（2023年、劇団NLT） - かね 役[6]
- フィレモン
- ザ・ミュージックマン
- 血とバラ
- ラブ
- ティファニーで朝食を
- レ・ミゼラブル（1987年 - 1991年・2007年 - 2010年） - マダム・テナルディエ
- 滅びかけた人類、その愛の本質とは…（1993年 PARCO劇場 宮本亜門演出）
- LADY DAY ビリー・ホリデーライブ（1994年 自由劇場 レニー・ロバートソン演出）
- 危険なダブルキャスト（1995年 博品館劇場）
- ブラックコメディ（1995年 博品館劇場 萩本欽一演出）
- ご親切は半分に…（1997年 東京国際フォーラムCホール）
- 華岡青洲の妻（1997年 中日劇場 鴨下信一演出）
- 西鶴一代女（1999年 帝国劇場）
- ミュージカル・エリザベート（2000 - 2001年・2010年8月 - 9月 春風ひとみとWキャスト） - ルドヴィカ
- 賭けること（2001年 コットンクラブ）
- 新宿〜路地裏の空海（2001年 椿組・花園神社野外劇）
- モーツァルト!（2002 - 2007年・2010年・2014年・2018年・2021年） - セシリア・ウェーバー
- 新・名古屋嫁入り物語（2000年 中日劇場）
- エドガーさんは行方不明（2004年）
- ブルックリン・ボーイ（2006年 演出：グレック・デール）
- LDK vol.3（2006年 渡辺正行プロデュース）
- いろどり橋（2006年 中日劇場）
- ダンス・オブ・ヴァンパイア（2006年・2009年7月 - 8月・2015年11月 - 2016年1月） - レベッカ
- おためし遊ばせ（2007年 名鉄ホール）
- 恥ずかしながらグッドバイ（2007年 クラクラプロデュース 作・演出：中島淳彦）
- 海ゆかば水漬く屍 （渡辺正行プロデュース　2008年　作：別役実　演出：小林勝也）
- 思い出トランプ （ONEOR8　2008年　原作：向田邦子　作・演出：田村孝裕）
- キャンディード（東宝　2010年　演出：ジョン・ケアード）
- 想い出のカルテット～もう一度唄わせて（PARCO　2011年　作：E・オールビー　演出：高橋昌也）
- 姑は推理作家（2011年8月13日 - 22日 三越劇場）
- ラ･パティスリー（アトリエ・ダンカン　2012年　脚本・演出：藤井清美）
- ジェーン・エア（松竹　2012年　演出：ジョン・ケアード）
- 100歳の少年と12通の手紙（アトリエ・ダンカン　2012年　演出：鈴木勝秀）
- しゃばけ（アトリエ・ダンカン　2013年　作・演出：鄭義信）
- Be My Baby 　いとしのベイビー（加藤建一事務所　2013年　作：K・ﾗﾄﾞｳｨｯｸﾞ　演出：鵜山仁）
- カチバス（アトリエ・ダンカン　2014年　脚本・作曲：まきりか　演出：北澤秀人）
- ウィズ〜オズの魔法使い〜（パルコ　2015年　翻訳・演出：宮本亜門）
- TOC TOC　あなたと少しだけ違う性癖（2016年　作：ローラン・バフィ　演出：山上優）『O.G.』（ユアストーリー　2016年　脚本・作曲：まきりか　演出：本藤起久子）
- 劇場　―汝の名は女優-（2016年 池袋グリーンシアター） - エディ劇場）しゃばけ信）aby（20年、三越劇場
- グッドピープル（2021年10月27日 - 2021年10月31日・博品館劇場[7]
- パルコ・プロデュース2022 舞台「桜文」（2022年9月5日 - 25日、PARCO劇場 / ほか大阪・愛知・長野公演）- お内儀[8]
- ビリー・エリオット〜リトル・ダンサー〜（2024年　脚本：リー・ホール　演出：スティーヴン・ダルドリー） - ビリーのおばあちゃん[9]
- Musical O.G.II -歌って、生きて-（2025年3月5日 - 9日、シアターサンモール ）[10]
- 十二夜（2025年10月17日 - 11月21日〈予定〉、東京グローブ座 ほか）- サー・トービー・ベルチ[11]

### バラエティー・教養番組
- コメディーお江戸でござる（NHK総合）
- コメディー道中でござる（NHK総合）
- 食彩浪漫（NHK総合）
- 秘密のケンミンSHOW（読売テレビ） - 北海ドウミンとして（不定期）

他多数

### テレビアニメ
- まんがはじめて物語（TBS）

### CM
- ハウス食品
- 日立製作所

#### その他
- ニッセン TVショッピング「売れ筋解明！買いたい新書」